# Schneeammern

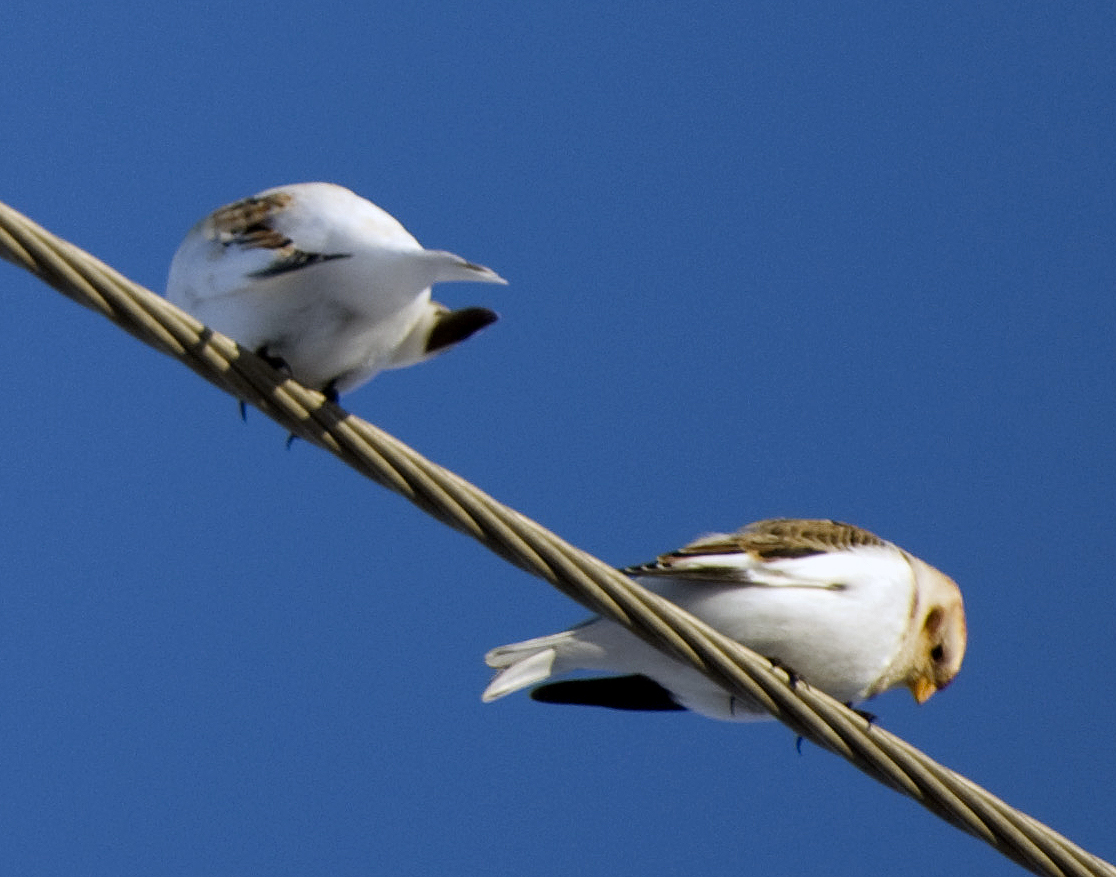
Zwei Beringschneeammern (Plectrophenax hyperboreus)

Die Schneeammern (Plectrophenax) bilden eine Vogelgattung aus der Familie der Tundraammern (Calcariidae). Die Gattung umfasst zwei Arten der Arktis: die zirkumpolar verbreitete Schneeammer (P. nivalis) und die Beringschneeammer (P. hyperboreus), die nur auf einigen Inseln des Beringmeers brütet. Beide Arten sind Zugvögel, die in gemäßigteren Gebieten überwintern, wenngleich einige Individuen den arktischen Winter nahe der Brutgebiete überdauern.

## Merkmale
Es handelt sich um 15–18 cm große Singvögel. Die Männchen sind größtenteils weiß mit einzelnen schwarzen Federpartien. Sie weisen ein charakteristisches gestreiftes Flügelmuster auf. Die Weibchen sind etwas düsterer gefärbt und haben weniger Weiß im Flügel. In allen Federkleidern unterscheidet sich die Beringschneeammer von der Schneeammer durch den höheren Weißanteil, insbesondere am Schwanz.

## Gefährdungssituation
Beide Arten werden in der Roten Liste der IUCN als nicht gefährdet (Least Concern) eingestuft, wobei der Bestand der Schneeammer abnimmt und der der Beringschneeammer stagniert.

## Systematik
Im Jahr 1882 stellte der norwegisch-amerikanische Zoologe Leonhard Hess Stejneger die Gattung Plectrophenax mit der Schneeammer als Typusart auf. Der Name ist von altgriechisch plēktron für „Hahnensporn“ und phenax für „Betrüger“ abgeleitet.
Zu dieser Gattung wird heute (Stand 2024) neben der Schneeammer nur die Beringschneeammer gezählt. Eine sehr enge Verwandtschaft der beiden Arten gilt als gesichert, gemäß der unter Forschern vorherrschenden Meinung bilden sie eine Superspezies und es wird eine Trennung der beiden Arten vor erdgeschichtlich kurzer Zeit angenommen. Die Auffassung, dass es sich bei der Beringschneeammer um eine Unterart der Schneeammer handelt, womit die Gattung Plectrophenax monotypisch wäre, wird hingegen nur von einer Minderheit vertreten. Dagegen sprechen vor allem die bei Altvögeln und besonders bei Jungvögeln recht deutlichen Unterschiede bei der Gefiederfärbung.
Außerhalb der Gattung sind vermutlich die Spornammern (Calcarius) die nächsten Verwandten, wie mtDNA-Untersuchungen 2003 gezeigt haben. Eine in der Vergangenheit häufig angenommene enge Verwandtschaft zu den Ammern der Gattung Emberiza konnte durch phylogenetische Untersuchungen aus dem Jahr 2008 widerlegt werden.